# Шепелев, Иван Васильевич (конферансье)
Иван Васильевич Шепелев (20 октября 1957, Днепропетровск) — украинский артист-конферансье, режиссёр. Народный артист Украины (2002).

## Биография
Иван Шепелев родился в семье военнослужащего, кадрового офицера Василия Матвеевича Шепелева и его супруги Прасковьи Михайловны. По долгу службы главы семьи они меняли место жительства по городам практически всего СССР. В своих кратковременных жилищах оставались не больше года — назначение в другую часть Василия Матвеевича опять сменяло населённые пункты. Он проходил курсы повышения квалификации в Харькове, когда Прасковья Михайловна по дороге к мужу из Днепропетровска в автобусе родила сына Ивана. Через несколько лет для молодого артиста жизнь в дороге будет иметь другое значение — гастрольное. Но пока об этом говорить было рано.
Семья Шепелевых с маленьким сыном жили в Псковской области, затем в Латвии, а когда Василий Матвеевич уехал служить на Север, жена с пятилетним Иваном поселились в городе Кременная Луганской области на Украине. Там жила сестра Прасковьи Михайловны — Матрёна. Устроившись работать в детский садик, мать стала водить туда и сына. В этом же городе он пошёл в среднюю школу № 1 (1965 год). Бывало обучение прерывалось и возобновлялось уже в родном Днепропетровске. Но основная часть школьной жизни всё же проходила в городе Кременная. Здесь, в девятом классе, учительница русской литературы Татьяна Давыдовна Носик обратила внимание на литературные способности ученика Ивана Шепелева. Он писал стихи, рассказы, был не по годам интеллектуально развитым парнем. Всегда вникал вглубь проблемы, и учительнице даже случалось признавать правоту девятиклассника.
В школе Ивана Шепелева знали и как начинающего режиссёра, а также актёра. Ещё в шестом классе, вдохновлённый увиденным гастрольным спектаклем Луганского театра кукол, школьник создаёт свой кукольный театр. Для воплощения этой идеи были все возможности — в детском садике, где работала мама, хранились куклы. С их участием воспитатели иногда показывали небольшие спектакли детям, но с появлением Ивана эти показы обрели профессиональный характер. Все относились с доверием к парню, который неформально стал директором этого театра кукол. Он ставил и озвучивал роли в постановках «Репка», «Лиса-разбойница», «Волк и семеро козлят». Но самой важной работой стал спектакль «Приключение Буратино». По мотивам произведения Алексея Толстого школьник сам написал пьесу и на протяжении часа работал за всех персонажей.
В восьмом классе на творческие начинания Ивана Шепелева повлияло романтическое настроение. Влюбившись в цыганскую девочку, вместе с ней начал ходить в танцевальный коллектив. В нём Иван не только обучился танцам цыганского народа, но и его языку. В 1972 году талантливый парень организовывает свой цыганский коллектив «Бахталэ тернопэн» (Счастливая молодёжь). Вскоре под его руководством он обретает популярность и успех. Им поступали приглашения на выступления со всех украинских областей. В коллективе Иван Шепелев играл роль не только режиссёра-постановщика номеров с танцами и песнями, но и был автором стихотворных подводок, а также ведущим программ. Стихи, написанные десятиклассником, вскоре признали уникальными. Тексты охранялись авторским правом, и только за определённую плату их могли использовать другие коллективы.
В Кременской средней школе № 1 Иван Шепелев выступал ведущим всех мероприятий, танцевал цыганскую таборную. И когда в 1974 году вышел получать аттестат зрелости — ему единственному играли цыганский мотив. Этот мотив, как оказалось, в жизни Ивана Васильевича всегда актуален.

## Творческое становление
После окончания школы Иван Шепелев проходит вступительный конкурс в Днепропетровское театральное училище. Там, заметив его превосходные артистические способности, педагоги рекомендуют ехать и поступать в Москве. Здесь Ивана ждали первые серьёзные испытания. В другой стране, без жилья, плохо зная город, каждый день он стремился узнать больше о театральной Москве. Пытался поступить практически во все специализированные учебные заведения. Его хвалили, но мягкое украинское произношение не давало больших результатов. И только в Московской экспериментальной студии не стали обращать внимание на произношение, увидев талант молодого артиста. По направлению из региона Украины нового студийца поселили в общежитие Московского музыкального училища имени Гнесиных.
Во время учёбы актёрские навыки Иван Шепелев обретал не только на мастер-классах, но и в результате наблюдения за работой великих артистов на сценах московских театров. Туда студийцам были открыты все двери. Тогда на молодых дарований особенно произвёл впечатление спектакль с участием мастеров МХАТа «Соло для часов с боем» в постановке Олега Ефремова. Да и каждый театр дарил им новое открытие в деятельности знаменитых актёров драмы. Как бы сказала Фаина Раневская, лекции которой также посещал молодой конферансье, они «на сцене видели таких артистов, которые больше не рождались».

## Начало профессионального пути
В 1975 году состоялся первый концерт в профессиональной деятельности Ивана Шепелева. Хотя ему предшествовали многие, за работу с коллективом под руководством Юрия Рыбина, конферансье впервые получил гонорар. Но два с половиной года в Московской экспериментальной студии определили судьбу студийца как актёра.
Среди посещаемых в период обучения театров был и знаменитый «Ромэн». Иван Шепелев смотрел все их спектакли, интересуясь творчеством цыганского народа ещё со школы. И однажды замечательные артисты этого храма искусства пригласили выпускника студии на «русские роли». Первую из них он исполнил в спектакле Николая Сличенко «Ехали цыгане».
Творческая деятельность в «Ромэне» была яркой, но недолгой. По той причине, что у артиста не было прописки, ему приходилось жить то у друзей, то у знакомых. Но, как ни странно, из театра Иван Шепелев ушёл не из-за отсутствия постоянного места жительства, а впоследствии тяжёлой простуды, которая случилась на почве кочевого образа жизни. После длительной болезни Ивана Шепелева ждало другое творческое предложение в Саранске. И снова это было олицетворение его детской мечты.
Государственный театр кукол Республики Мордовия славился своими уникальными постановками, превосходным соединением игры актёров и кукол. Для Ивана Шепелева здесь представилась возможность всесторонней реализации идей. 
В спектакле «Солдатский котелок» он сыграл солдата Грыця и Медведя (кукла), далее — Барона в «Привидении старой мельницы», Пирата в «Чудесах с доставкой на дом» и другие роли. Но наиболее запоминающейся стала работа над спектаклем по мотивам русских народных сказок «Иван Царевич, серый волк и другие». В нём артист блестяще исполнил роль Кощея Бессмертного. Режиссёр Владимир Казаченко также предложил Ивану Шепелеву стать автором стихов к этой сказке. На премьере, впрочем, как и в последующие дни, спектакль произвёл фурор. Артиста и поэта просили писать стихи и песни для других постановок, которые в Саранске помнят по сегодняшний день. Известной стала песня «Горит костёр во тьме ночной…», которую Иван Шепелев написал совместно с известным бардом Александром Лобановским для роли Поэта в спектакле «Мельница». Но поэтический дар артиста могли оценить не только посмотрев спектакли. Стихотворения Ивана Шепелева печатались во многих республиканских изданиях. Таких как «Республика молодая» (Саранск) и журнал «Юность».
Работа в Государственном театре кукол РМ помогла раскрыться многогранному таланту Ивана Шепелева. Здесь он не просто смог реализовать свои идеи, но и извлечь профессиональные актёрские уроки. В этот период он также вступил во Всероссийское театральное общество (с 1990 года — Союз театральных деятелей). Его творческий рост замечали все окружающие и, как перспективного артиста, рекомендовали от Государственной филармонии Республики Мордовия на Всероссийский конкурс артистов эстрады (Москва). Времени на подготовку не было, и поэтому Иван Шепелев поставил своей целью расширить свой кругозор, посмотрев на работу других. Но неожиданно артист прошёл три тура и вернулся с грамотой в Саранск. Тогда народный артист Республики Мордовия, знаменитый певец и художественный руководитель Государственной филармонии РМ Дмитрий Еримеев предложил артисту театра кукол перейти работать к ним. Длительное время он убеждал Ивана Шепелева, что разговорный жанр — его призвание, а в филармонии как раз нет ведущих концертов.

## Обучение во Всероссийской творческой мастерской эстрадного искусства
В 1979 году Иван Шепелев из театра перешёл в Государственную филармонию Республики Мордовия. В ней он обрёл популярность блестящего конферансье. Его стали приглашать к сотрудничеству знаменитые исполнители, коллективы. В то время Иван Шепелев объехал с гастролями весь Советский Союз, работая с выдающимися артистами — Юрием Богатиковым, коллективом «Колкер» (Ленинград), «Шестеро молодых», Людмилой Зыкиной.
С гастрольным графиком в 1979 году Иван Шепелев совмещал и годовое обучение во Всероссийской творческой мастерской эстрадного искусства (ВТМЭИ, Москва). В эту мастерскую его отправили за счёт Республики Мордовия для профессионального роста. В ней артист обучался правильному построению программ и отдельных номеров, практикуя свои знания в работе на концертах Государственной филармонии РМ. К тому же, эти знания были обогащены общением с выдающимися конферансье — Олегом Милявским и Борисом Бруновым. Именно они стали учителями Ивану Шепелеву, помогали развиваться его дару, передавая своё мастерство из рук в руки. Олег Анатолиевич научил молодого конферансье искусству импровизации, умению создавать атмосферу в зале, Борис Сергеевич — режиссуре концертных программ. Конечно, талантливый ученик также искал свою изюминку, и однажды сказал Олегу Милявскому о своём намерении овладеть жанром буриме, тем более поэзия была ему очень близка. Тогда учитель отметил, что буриме — это особый дар, но если Иван хочет определить есть ли он у него, нужно ехать в Ленинград к известному режиссёру и буримисту Марку Яковлеву. Который не просто уверил молодого конферансье в его возможностях, а начал обучать постановке номера буриме. Педагог признался ученику, что он первый из желающих заниматься этим жанром так мастерски слагает небольшие стихи, используя заранее заготовленные рифмы. Так что аттестат ВТМЭИ полностью соответствовал таланту Ивана Шепелева: артист-конферансье первой категории.

## Профессиональные достижения
В родную Украину артист возвратился в 1980 году. Жил в Днепропетровске, но работал с концертными программами по всей стране. В разное время Иван Шепелев выступал от Волынской государственной филармонии, Тернопольской государственной филармонии, Укрконцерта и Крымской государственной филармонии. К сотрудничеству его приглашали коллектив народного артиста Украины Василия Зинкевича «Свитязь», Назарий Яремчук и трио «Мареничи», Алла Баянова, София Ротару, Валентина Толкунова, Николай Гнатюк, Иосиф Кобзон, коллектив «Ласковый май», «Добры молодцы», Надежда Бабкина с ансамблем «Русская песня», Белорусский коллектив-театр «Христофор». Творческая география артиста расширялась с каждым годом и огромную роль в этом сыграло участие в престижных конкурсах.
В 1986 году Иван Шепелев становится лауреатом Всеукраинского конкурса артистов эстрады, получает приз «Лучший конферансье конкурса». Конечно, это звание повысило профессиональный интерес к артисту. Его пригласил к работе Днепропетровский коллектив под руководством Людмилы Артеменко «Водограй». На это предложение Иван Шепелев согласился не только по душе, но и необходимости — он не мог себе позволить уехать на дальние гастроли от матери, которой необходима была забота.
В 1987 году артист начал свою деятельность в Днепропетровской государственной филармонии. От неё Иван Шепелев ездил на знаковые фестивали, конкурсы и всегда возвращался с наградами. Практически сразу же, после оформления в филармонию, конферансье становится лауреатом Всесоюзного смотра-конкурса политсатиры в Москве, где также получил приз зрительских симпатий. 
В 1989 году его признали лучшим конферансье на Всесоюзном конкурсе по речевым эстрадным жанрам. Последующие победы, присуждение высокого звания заслуженного артиста Украины, а вскоре и народного, только подтверждали мастерство Ивана Шепелева, великолепного артиста, имеющего оригинальный стиль работы — преемника знаний великих мастеров конферанса Олега Милявского и Бориса Брунова. Его приглашали вести программы в Московском государственном театре эстрады, концерты практически всех звёзд отечественной сцены.
В 1998 году Иван Шепелев в Днепропетровске основал и собственный цыганский коллектив «Миро ило». Его постановка программ и продюсирование принесло коллективу Гран-при на Международном конкурсе цыганской песни «Амала» (Киев, 1999 год) и Всемирном конкурсе цыганской песни «Кхаморо» (Прага, 2001 год). Их также признали лауреатами на Международном конкурсе «Цыганское подворье» (Москва, 2001 год). «Миро ило» быстро обрело свою популярность, и хотя Иван Шепелев их развитию уделял много времени, это никак не отразилось на деятельности официального места работы. В Днепропетровской филармонии он оставался до 2005 года. Этот год ознаменовался и выпуском книги «Эстрадные байки от Ивана Шепелева». В ней знаменитый конферансье в соответствующем жанре описал курьёзные ситуации, которые случались с ним, а также известными эстрадными исполнителями.
В Международном творческом центре Яна Табачника на должности главного режиссёра концертных программ Иван Васильевич работает с 2006 года. В это же время он основывает единственный в стране Всеукраинский конкурс молодых конферансье на приз народного артиста Украины Ивана Шепелева, который проходит раз в два года и служит возрождению уходящего жанра конферанса. Здесь мастер учит азам этого искусства, замечая: «То, что делает на сцене артист — инструмент, атмосфера в зале — его создание».
Создавать светлое и прекрасное в жизни очень важно для Ивана Шепелева, поэтому на его благотворительную деятельность не влияют никакие внешние факторы. Каждый год в день святого Николая он организовывает встречу с актёрами-ветеранами на основе Днепропетровского регионального отделения Союза театральных деятелей Украины, где является заместителем председателя. На этих встречах он стремится одарить вниманием, а также высокими наградами людей, которые своими делами возвышают искусство. Его процветанию народный артист Украины Иван Шепелев посвящает свои силы и время, понимая — «искусство» понятие широкое. Оно включает в себя и профессионализм, и высокие стремления, которые чем выше, тем ближе к сердцам людей.

## Награды и звания
- 1986 — лауреат Всеукраинского конкурса артистов эстрады, приз «Лучший конферансье конкурса» (Украина, Киев)
- 1988 — лауреат Всесоюзного смотра-конкурса политсатиры, а также владелец приза зрительских симпатий (Россия, Москва)
- 1989 — лауреат Всесоюзного конкурса по речевым эстрадным жанрам (Россия, Кисловодск)
- 1990 — гран-при в номинации «ведение шоу-программ, конферанс» Всемирного фестиваля сатиры и юмора (Габрово, Болгария)
- 1991 — лауреат фестиваля французской эстрады (Франция, Марсель)
- 1995 — присвоено звание «Заслуженный артист Украины»
- 1997 — в Праге признан лучшим конферансье Восточной Европы
- 1997 — удостоен Ордена Святого Владимира III степени
- 2000 — имя Ивана Шепелева внесено в энциклопедию «Кто есть кто в Европе»
- 2001 — лауреат Высшей театральной премии Приднепровья «Сичеславна» в номинации «лучшая режиссёрская работа»
- 2002 — присвоено звание «Народный артист Украины»[7]
- 2007 — награждён Высшим общественным орденом России Петра Великого I ст.
- 2007 — присвоено почётное звание «Живая легенда» (Международный орден «Чести» ЮНЕСКО)
- 2008 — награждён грамотой Верховной рады Украины
- 2008 — признан лучшим конферансье Европы по версии МААЭВ (Франция, Париж)[8]
- 2010 — удостоен Ордена Иоанна Богослова УПЦ[9]
- 2010 — награждён высшей наградой Днепропетровской областной государственной администрации «За развитие региона»
- 2013 — присвоено звание «Заслуженный деятель искусств Автономной Республики Крым»[10]